# Triplophysa heyangensis
Triplophysa heyangensis är en fiskart som beskrevs av Zhu 1992. Triplophysa heyangensis ingår i släktet Triplophysa och familjen grönlingsfiskar. Inga underarter finns listade i Catalogue of Life.